# Han T. Dinh

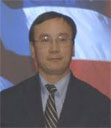
Ảnh chụp Han T. Dinh

Han T. Dinh là giám đốc kỹ thuật phương tiện giao thông của Bưu điện Hoa Kỳ. Ông là người giành chiến thắng Giải thưởng Bế mạc Nhóm Giao thông vận tải từ Tổng thống George W. Bush tại Nhà Trắng năm 2006.  Năm 2006, ông được tạp chí Public Works bình chọn là một trong 50 Người tạo xu hướng của năm.
Ông nhận bằng thạc sĩ khoa học về kỹ thuật cơ khí tại Đại học Wisconsin ở Madison và hoàn thành chương trình nghiên cứu tiến sĩ tại Đại học George Washington. Từ năm 1982 đến năm 1988, ông là kỹ sư dự án cấp cao tại Tập đoàn General Motors ở Detroit, Michigan. Từ năm 1988 đến năm 2006, ông từng làm việc với Bộ Năng lượng Hoa Kỳ và ngành công nghiệp khí đốt tự nhiên để giúp chuyển đổi hơn 7.500 phương tiện giao thông thuộc Bưu điện Hoa Kỳ sang khí đốt tự nhiên nén, được xem là đội xe vận chuyển khí đốt tự nhiên lớn nhất tại Mỹ. Năm 2005, ông chỉ đạo Bưu điện Hoa Kỳ nỗ lực mua xe chạy bằng ethanol và sử dụng dầu diesel sinh học trong đội xe hạng nặng. Năm 2006, ông đã khởi động cái được gọi là lần chuyển đổi đầu tiên từ một chiếc xe chở thư thành một chiếc xe điện hỗn hợp.
Dựa trên công trình về nhiên liệu thay thế của mình, ông được chọn trong số hàng trăm người tham gia với tư cách là người chiến thắng đầu tiên đoạt Giải thưởng Bế mạc Nhóm Giao thông vận tải tại Nhà Trắng năm 2006. Cùng năm đó, ông được tạp chí Public Works bình chọn là một trong 50 Người tạo xu hướng của năm. Tổng thống George W. Bush và Phó Tổng thống Al Gore cũng được chọn là những người khởi xướng xu hướng khác. Công trình của ông đã được Hội Kỹ sư Ô tô (SAE) và Hội Kỹ sư Cơ khí Hoa Kỳ (ASME) xuất bản rộng rãi.

## Giải thưởng
- Giải thưởng Tiết kiệm Nước, Năng lượng Tái tạo và Hiệu quả Năng lượng Liên bang năm 1993 của Bộ Năng lượng Hoa Kỳ.
- Giấy Chứng nhận Thành tích Xuất sắc về Môi trường trong Chính phủ năm 1995.
- Giải thưởng Quản lý Dịch vụ Tổng hợp năm 1996 về Sử dụng Nhiên liệu Thay thế và Bảo tồn Năng lượng.
- Giải thưởng Bế mạc Nhóm về Nhiên liệu Thay thế và Giao thông vận tải Nhà Trắng năm 2006.[9]